# Pestalozzina uniseptata
Pestalozzina uniseptata är en svampart som beskrevs av Grove 1937. Pestalozzina uniseptata ingår i släktet Pestalozzina och familjen Amphisphaeriaceae.   Inga underarter finns listade i Catalogue of Life.